# Benicia
Benicia ist eine Stadt im Solano County im US-Bundesstaat Kalifornien mit 27.131 Einwohnern (Stand: 2020).

## Der Ort
Die Gründung des Ortes geht auf General Guadalupe Vallejo zurück, der am 19. Mai 1847 einen Teil seiner großen Ländereien in der Gegend für $ 100 auf Robert Semple und Thomas O. Larkin mit der Auflage übertrug, dort einen Ort zu gründen, der nach den Vornamen seiner Frau Francisca oder Benicia genannt werden sollte, und einen Fährdienst einzurichten, dessen Erträge zunächst ihnen zustünden. Sobald 100 Familien in Benicia lebten, sollten die Erträge für öffentliche Schulen verwendet werden.
Der Ort hat etwa 26.900 Einwohner (Stand: 2004).
Das Stadtgebiet hat eine Größe von 40,4 km². Geographische Lage: 38,07° Nord, 122,15° West.
Die Stadt liegt am Schnittpunkt der San Pablo- und Suisun-Bucht und ist der älteste Ort des Countys. Von 1853 bis 1854 war Benicia Staatshauptstadt.

## Besonderheiten der Stadt
- 1859 – die 1. protestantische Kirche
- 1. Freimaurerloge Kaliforniens
- 2 Kamelställe, 1 Glockenturm
- 1 Dominikanerfriedhof

## Städtepartnerschaften
- Tula de Allende, Mexico

## Persönlichkeiten
- Robert Arneson (1930–1992), Bildhauer und Professor für Keramische Kunst
- Todd Nunes (* 1979), Drehbuchautor und Filmregisseur